# Microcnemum coralloides
Microcnemum coralloides ist die einzige Art der Pflanzengattung Microcnemum in der Familie der Fuchsschwanzgewächse (Amaranthaceae). Es sind einjährige Salzpflanzen mit fleischigen, scheinbar gegliederten Sprossachsen und stark reduzierten Blättern und Blüten. Die zwei Unterarten zeigen eine weit getrennte Verbreitung in Spanien und in Vorderasien.

## Beschreibung

### Vegetative Merkmale
Microcnemum coralloides gedeihen als niedrige, einjährige krautige Pflanzen mit Wuchshöhen von nur 5 bis 10 Zentimetern. Die Färbung ist variabel, bei der Unterart Microcnemum coralloides subsp. coralloides oft auch purpurrot. Die aufrechten Stängel sind meist wenig verzweigt. Die gegenständigen Laubblätter sind fleischig, zu kleinen Schuppen reduziert, im unteren Teil verwachsen und umgeben becherartig den Stängel.

### Blütenstände und Blüten
Die ährenartigen Blütenstände stehen endständig an allen Sprossachsen, sie sind zapfenförmig und 1,5 bis 3 Zentimeter lang. Sie bestehen aus gegenständigen, (zwei- bis) dreiblütigen Zymen, die jeweils in die Achsel eines Tragblatts eingesenkt sind, welches den Blättern ähnelt. Die kleinen, zwittrigen Blüten sind untereinander frei. Die verwachsenen Tepalen sind zu einem winzigen häutigen Lappen reduziert oder fehlen ganz, insbesondere zur Fruchtzeit. Es ist nur ein Staubblatt vorhanden. Der Fruchtknoten trägt zwei Narben.

### Früchte und Samen
Die rötlich-magentafarbigen Samen sind eiförmig, vertikal etwas abgeflacht und besitzen eine körnige oder papillöse Oberfläche. Der stielrunde Embryo ist gebogen, ein Nährgewebe ist vorhanden.

### Chromosomenzahl
Die Chromosomenzahl beträgt 2n = 18.

## Verbreitung und Standort
Microcnemum coralloides ist im Mittelmeerraum in zwei weit getrennten (disjunkten) Gebieten zu finden: die Unterart Microcnemum coralloides subsp. coralloides kommt im zentralen und östlichen Spanien vor, während die Unterart Microcnemum coralloides subsp. anatolicum in der Türkei, in Syrien, Armenien und im Iran verbreitet ist.
Microcnemum coralloides besiedelt den Rand von sehr salzigen, flachen Lagunen und Salzpfannen im Inland. Oft wächst es auf dicken Salzkrusten, zusammen mit wenigen anderen Salzpflanzen, die solche extremen Salzgehalte während der Trockenzeit vertragen. Die Art ist selten.

## Systematik und Phylogenetik
Die gültige Erstbeschreibung dieser Art erfolgte 1863 durch Francisco Loscos Bernal und José Pardo Sastrón unter dem Namen (Basionym) Arthrocnemum coralloides Loscos & J.Pardo (in: Willkomm, H.M.: Series Inconfecta Plantarum Aragoniae, Dresden: S. 90). Zuvor hatten die Autoren in dem unveröffentlichten Manuskript Flora de Aragón dafür den Namen Salicornia fastigiata verwendet.
Franz Ungern-Sternberg stellte diese Art 1876 in eine eigene neue Gattung Microcnemum, er benutzte aber die Kombination Microcnemum fastigiatum (Loscos & J.Pardo) Ung.-Sternb., die auf dem unveröffentlichten Artnamen beruhte. Odón de Buen korrigierte den Namen 1883 zu Microcnemum coralloides (Loscos & J.Pardo) Buen. Ein weiteres Synonym ist Loscosia aragonensis Willk. ex Pau nomen illegit.
Die zwei Unterarten unterscheiden sich vor allem durch ihre Samen. Weitere leichte Unterschiede in der Höhe, Sukkulenz, Verzweigung und Färbung scheinen variabel zu sein und sind wohl durch jahreszeitliche Schwankungen von Niederschlägen und Salzgehalt im Boden bedingt.:
- Microcnemum coralloides (Loscos & J.Pardo) Buen subsp. coralloides: mit körniger oder schwach papillöser Oberfläche der Samenschale.
- Microcnemum coralloides subsp. anatolicum Wagenitz: mit deutlich dicht papillöser Oberfläche der Samenschale.

Die Gattung Microcnemum ist nah verwandt mit Arthrocnemum, sowie mit Sarcocornia/Salicornia und den australischen Vertretern der Salicornieae (Tecticornia). Alle vier Abstammungslinien entwickelten sich vermutlich im mittleren Miozän an den Ufern des Tethysmeeres.
Nach phylogenetischen Untersuchungen entstand Microcnemum coralloides im östlichen Mittelmeerraum. Die Aufspaltung in die Unterarten ist etwa vor 2,8–0,5 Millionen Jahren erfolgt. Die Unterart Microcnemum coralloides subsp. coralloides hat sich vermutlich während einer Kaltzeit im frühen Pleistozän entwickelt, als durch den niedrigeren Meeresspiegel ausgedehnte Küstenlagunen die Ausbreitung nach Westen ermöglichten. Bald nachdem sie die Iberische Halbinsel erreicht hatte, wurde das Verbreitungsgebiet während folgender Warmzeiten geteilt.